# Okuklje
Okuklje (olaszul: Camera, Occùchie) falu Horvátországban, Dubrovnik-Neretva megyében. Közigazgatásilag Mljethez tartozik.

## Fekvése
Dubrovnik városától légvonalban 35 km-re északnyugatra, községközpontjától légvonalban 9, közúton 15 km-re keletre, Mljet szigetének keleti részén, a sziget északi partján fekvő öbölben található.

## Története
Okuklje a Raguzai Köztársaság idejében a 15. században keletkezett abban az időszakban, amikor a tengeren a korábbi kalóztámadások után viszonylag biztonságos körülmények alakultak ki. A kedvező körülményeket kihasználva közeli Vrhmljeća lakosságának egy része a tenger mellé települt át. Az írásos források 1414-ben említik először az okukljei Luka és Stjepan nevű testvérpárt. Az is tudható, hogy 1500-ban Miloš Anković volt Okuklje bírója, Nikola Dužević pedig a hegymestere. 1503-ból két földbirtokra vonatkozó adásvétel is ismert, melyet okukljeiek maranovićiekkel kötöttek. A kalóztámadások utáni béke időszakában fejlődött a település kikötője is, ahonnan mindennap indultak a kereskedelmi hajók Raguza felé bort, olajat, halat és fát szállítva.
A 17. században újra nehéz időszak következett Okuklje számára, mert a kalóztámadások ismét gyakoribbá váltak és felerősödtek. Az első tragédia a kandiai háború idején történt. 1650-ben előbb cattarói kalózok támadtak a településre, majd kilenc évvel később novaljai kalózok támadták meg. A harmadik támadás 1669. augusztus 29-én történt, amikor De Angelis velencei kapitány nyolcszáz embere a földig rombolta a települést és a környező part menti lakott helyeket. A nagyfokú rettegés és bizonytalanság ellenére Okuklje ekkor még mindig nem néptelenedett el, de 1693-ban Kolendić plébános szolgája elárulta a kalózoknak, hogy a helyiek hol tartják a pénzüket és értékeiket. A kalózok rövidesen kirabolták, felgyújtották és a földdel tették egyenlővé az egész települést. A plébános maga is alig menekült meg, megmaradt híveivel együtt Koritán keresett menedéket.
Ezt követően Okuklje egészen a második világháború végéig lakatlan volt, csak az 1980-as években népesítették be újra a közeli Maranovići lakói. A mai település Maranovići kikötőjeként alakult ki, amikor az ottani halászok szerszámaik, hálóik őrzésére, csónakjaik, hajóik javítására kisebb tárolóépületeket kezdtek építeni. Később a turizmus fejlődésének hatására a falu lakói közül többen le is költöztek a tengerpartra. 2011-ben Okukljének 31 állandó lakosa volt. Lakói főként turizmussal, vendéglátással, halászattal foglalkoznak.

## Népesség
| Lakosság változása | Lakosság változása | Lakosság változása | Lakosság változása | Lakosság változása | Lakosság változása | Lakosság változása | Lakosság változása | Lakosság változása | Lakosság változása | Lakosság változása | Lakosság változása | Lakosság változása | Lakosság változása | Lakosság változása | Lakosság változása |
| ------------------ | ------------------ | ------------------ | ------------------ | ------------------ | ------------------ | ------------------ | ------------------ | ------------------ | ------------------ | ------------------ | ------------------ | ------------------ | ------------------ | ------------------ | ------------------ |
| 1857               | 1869               | 1880               | 1890               | 1900               | 1910               | 1921               | 1931               | 1948               | 1953               | 1961               | 1971               | 1981               | 1991               | 2001               | 2011               |
| 0                  | 0                  | 0                  | 0                  | 0                  | 0                  | 0                  | 0                  | 0                  | 0                  | 0                  | 0                  | 12                 | 16                 | 20                 | 31                 |

## Nevezetességei
A Szent Miklós templom 1626 és 1667 között épült. 1693-ban a kalózok felgyújtották és csak falrészei maradtak. Majd három évszázad után a plébánia és a helyi lakosság összefogásával újjáépítették. Az új templomot 1990. július 29-én szentelték fel.

## Gazdaság
A szelektől jól védett kikötőjének és Dubrovnikhoz való közelségének köszönhetően Okuklje a közeli Maranovići kikötőjeként fejlődött ki. Innen szállították a kereskedelmi hajók Dubrovnikba és távolabb a sziget eladásra szánt javait. A régi település a kalóztámadások következtében megsemmisült. A II. világháború után már turistaforgalmi kikötőként kezdett újra fejlődni. A 20. század végén rendszeres hajójárat kötötte össze Dubrovnikkal, de ezt megszüntették,mivel anyagilag ráfizetéses volt. Ma a helyi gazdaság alapját a vendéglátás és a turizmus képezi.

## Fordítás
Ez a szócikk részben vagy egészben  az   Okuklje című horvát Wikipédia-szócikk ezen változatának fordításán alapul.  Az eredeti cikk szerkesztőit annak laptörténete sorolja fel. Ez a jelzés csupán a megfogalmazás eredetét és a szerzői jogokat jelzi, nem szolgál a cikkben szereplő információk forrásmegjelöléseként.